# Александр (Подгорченков)
Архимандрит Александр (в миру Адриан Иванович Подгорченков; 1758—1845) — архимандрит Арзамасского Спасского монастыря Русской православной церкви.

## Биография
Адриан Подгорченков родился в Малороссии в 1758 году. Родители его хотя и происходили из польской шляхты, но были православными. После первоначального домашнего образования Подгорченков изучал латинский и польский языки в Киевской духовной академии.
В 1779 году Адриан Иванович Подгорченков поступил на службу в Московский департамент Камер-коллегии, где оставался в качестве не имеющего чина до 1787 года, когда вышел в отставку по состоянию здоровья.

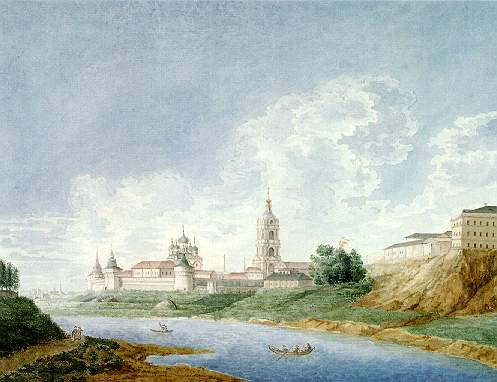
Новоспасский монастырь, 1810-е годы

В декабре 1789 года Подгорченков заявил желание поступить в Московский Новоспасский монастырь «с надеждой пострижения в монашество». Он был принят в монастырь в качестве соборного пономаря, и в 1792 году сопровождал своего архимандрита Павла, вызванного в Святейшем синоде.
12 марта 1793 года в городе Санкт-Петербурге, митрополитом Гавриилом, который ему особенно покровительствовал, А. И. Подгорченков был пострижен  в монашество с именем Александр. 1 мая того же года рукоположен им в иеродьякона, а 5 мая — в иеромонаха.
По назначении в марте 1794 года архимандрита Павла епископом в Нижний, Александр возвратился в Новоспасский монастырь, где в 1797 году был казначеем, а в 1798 году был сделан наместником; в следующем году, с падением митрополита Гавриила, уволился и был причислен к больничным иеромонахам.
10 мая 1810 года Александр Подгорченков был возведен в сан архимандрита Арзамасского Новоспасского монастыря, который заново перестроил на пожертвования прихожан. Кроме монастыря ему пришлось устроить Арзамасское духовное правление, где он был первоприсутствующим.
В 1820 году он открыл Арзамасское библейское сотоварищество, в 1822 году устроил Арзамасское приходское училище и стал его смотрителем. В 1837 году ему поручено было руководство и уездным Арзамасским духовным училищем.
Адриан Подгорченков скончался 29 апреля 1845 года в Арзамасе.